# Gare de Maintenon
Gare de Maintenon vasútállomás Franciaországban, Maintenon településen.

## Vasútvonalak
Az állomást az alábbi vasútvonalak érintik:
- Párizs–Brest-vasútvonal
- Auneau-Ville - Dreux

## Kapcsolódó állomások
A vasútállomáshoz az alábbi állomások vannak a legközelebb:
- Gare de Saint-Piat (Gare de Brest, Párizs–Brest-vasútvonal)
- Gare d’Épernon (Paris Gare Montparnasse, Párizs–Brest-vasútvonal)